# Крог, Люси
Люси Крог (фр. Lucy Krohg, урождённая Сесиль Мари Видиль (фр. Cécile Marie Vidil); 6 апреля 1891, Исси-ле-Мулино, Сена — 17 августа 1977, Осло) — французская натурщица.

## Биография
Люси родилась в Париже, в семье пекаря Франсуа Виктора Видиля (ум. 1938) и Сесиль Видиль (урождённая Жампен). Обладая высокой степенью независимости в юности, она вошла в круг художников, собиравшихся вокруг Монпарнаса и Монмартра, выполняя роль натурщицы для Анри Матисса и Альбера Марке. В 1909 году она познакомилась с Жюлем Паскеном и позировала ему для картин, у неё завязались с ним недолгие интимные отношения. К 1910 году Люси стала самой любимой моделью в Академии Матисса, студентам которой она служила идеальной музой для их работ. Во время одного из вечеров в танцевальном зале «Бал Булье» она сблизилась с Пером Крогом, студентом Академии Матисса и сыном норвежского художника Кристиана Крога. Пер Крог был известен не только как художник, но и как искусный танцор, окончивший несколько танцевальных курсов. С того вечера они стали казаться неразлучной парой. В знак их союза Люси сделала радикальную для того времени причёску, создав свой особый стиль, которого придерживалась всю оставшуюся жизнь. Влюблённые поженились 21 декабря 1915 года, а в 1917 году Люси родила сына Гая.

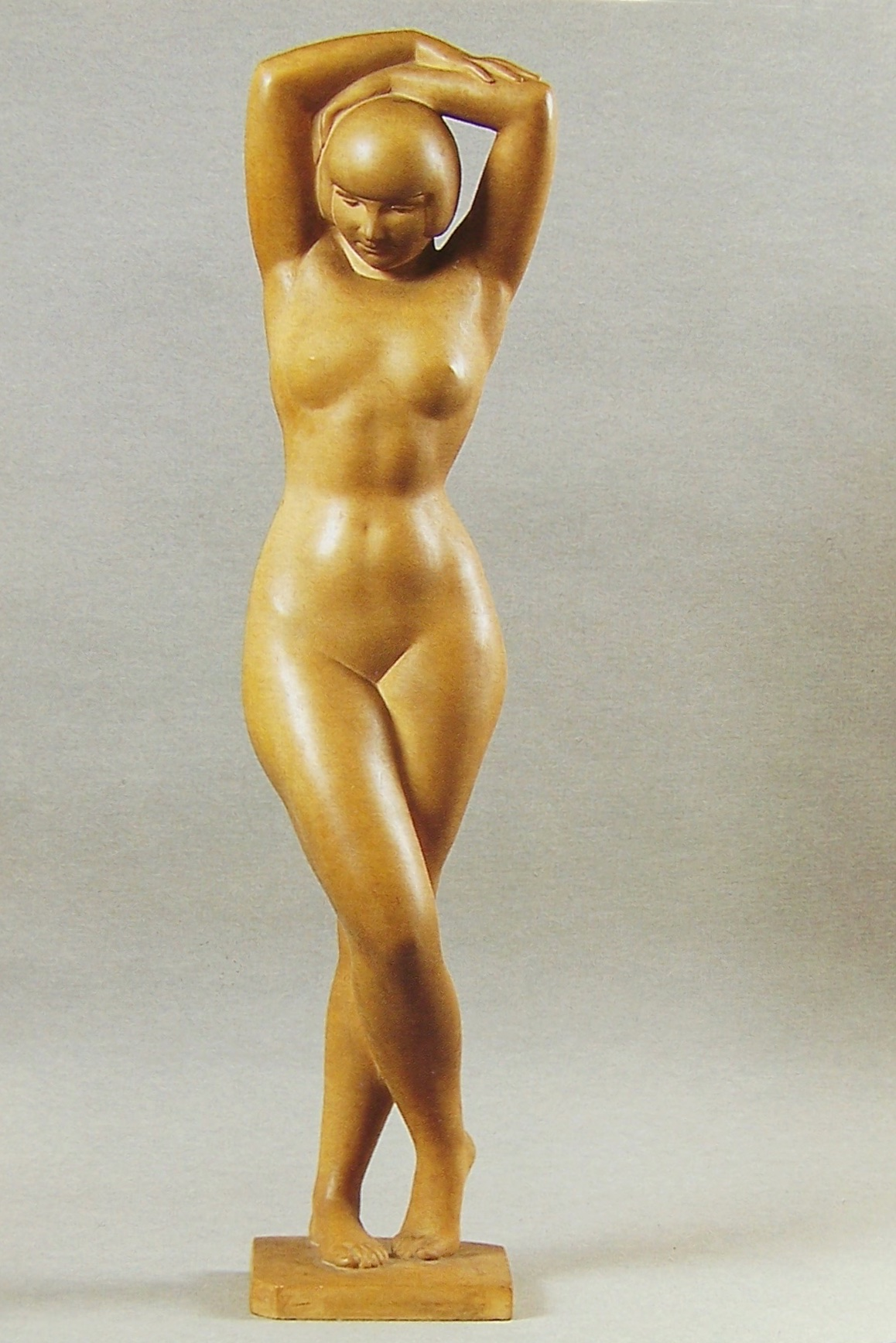
Люси Крог, работа Ховард, Сесил де Блакьер, 1920 год, по образу и подобию идентичная работам студентов Академии Матисса

Паскин уехал из Парижа в 1914 году со своей невестой Эрминой Давид, женившись на ней в 1918 году. Осенью 1920 года он вернулся в Париж, а весной 1921 года попытался возобновить свои прежние отношения с теперь уже замужней Люси. Летом того же года Пер Крог уехал в Норвегию для работы на пленэре, а Паскин порвал свои отношения с Эрминой Давид. Люси оставалась верна мужу, но всегда поддерживала Паскина, который стал зависимым от алкоголя и угрожал покончить жизнь самоубийством. Люси вела двойную жизнь, поддерживая собственное хозяйство и присматривая за Паскином. Такая ситуация длилась три года. В 1924 году Крог забрал сына. В 1927 году Паскину угрожали лишением американского гражданства, и он был вынужден прожить в Нью-Йорке не менее одного года. Однако через пять месяцев после его отъезда к нему приехала Эрмина Давид. Вместе они вернулись в Европу, побывав в Испании и Португалии, а затем оказавшись в Париже. Паскин к тому времени страдал от депрессии и алкоголизма. 5 июня 1930 года, когда должна была открыться его персональная выставка, он покончил жизнь самоубийством в своей мастерской. Сначала Паскин перерезал себе вены и написал кровью на стене «Прощай, Люси», а потом повесился. Тело было обнаружено через три дня Крогом. После обнародования его завещания выяснилось, что Паскин поделил своё имущество между своей женой Эрминой Давид и Люси Крог.
Хотя Люси с Крогом не поддерживали нормальные брачные отношения на протяжении множества лет, официальный их развод состоялся лишь в 1934 году, когда Крог захотел жениться на другой женщине. В последующие годы имя Крог периодически фигурировало во время выставок работ Паскина, так как половина коллекции его произведений оставалась в её владении, и в 1932 году на её основе была создана собственная галерея Люси Крог, располагавшаяся по адресу площадь Сен-Огюстен, дом 10b в парижском VIII округе.
Люси Крог умерла в Париже в возрасте 86 лет.